# Borkumer Kleinbahn Leer
Die Lokomotive LEER war eine Dampflokomotive der Borkumer Kleinbahn. Gebaut wurde sie 1925 von der Firma Orenstein & Koppel in Babelsberg bei Berlin mit der Fabriknummer 10925.

## Geschichte
Die Lokomotive LEER wurde fabrikneu an die Borkumer Kleinbahn geliefert. Am 5. August 1944 wurde sie von einem Blindgänger schwer beschädigt. Danach wurde sie ausrangiert und verschrottet.

## Aufbau
Die Lok hatte bei einem Dienstgewicht von 13,5 t eine Leistung von 90 PS. Die Höchstgeschwindigkeit war 30 km/h. Sie hatte zwei Zylinder mit einem Durchmesser von jeweils 260 mm und einem Kolbenhub von 400 mm. Die Heizfläche betrug 25,4 m².